# Szimonetta Planéta
Szimonetta Planéta (Kazincbarcika, 12 de diciembre de 1993) es una jugadora de balonmano húngara que juega de lateral derecho en el Debreceni VSC. Es internacional con la selección femenina de balonmano de Hungría.

## Palmarés

### Győri ETO KC
- Liga de Hungría de balonmano femenino (3): 2010, 2011, 2012
- Copa de Hungría de balonmano femenino (4): 2010, 2011, 2012, 2015

## Clubes
| Club                         | País     | Año         |
| ---------------------------- | -------- | ----------- |
| Győri ETO KC                 | Hungría  | 2009 - 2017 |
| Veszprém Barabás KC (cedida) | Hungría  | 2012 - 2014 |
| Thüringer HC (cedida)        | Alemania | 2016 - 2017 |
| Chambray Touraine Handball   | Francia  | 2017 - 2021 |
| Debreceni VSC                | Hungría  | 2021 - Act. |